# 沈黙の要塞
『沈黙の要塞』（ちんもくのようさい、On Deadly Ground）は、1994年のアメリカ映画。1992年公開の『沈黙の戦艦』との繋がりはないが、邦題が似ていることから日本公開時は「沈黙シリーズ第2弾」と謳われていた。

## ストーリー
アラスカにあるエイジス石油会社の石油採掘場で炎上事故が起き、死傷者が出てしまった。石油炎上事故消火の専門家フォレスト・タフトは、その事故の被害を最小限にとどめることに成功した。
しかし、その事故に不審を抱いた同僚パーマーはエイジス石油会社の不正の証拠をフォレストに見せようとする。フォレストも会社のデータにアクセスして、防止装置に欠陥があることが判明していながらそのまま使われていた事実を知る。ところが、パーマーはフォレストに証拠を見せる前にエイジス石油会社の社長ジェニングスの配下に殺害されてしまう。ジェニングスはフォレストも事故に見せかけて殺害しようと画策する。フォレストは罠に気付いて逃げようとするが負傷し、現地住民のアラスカエスキモー達に救われる。
ジェニングスは一連の事故はフォレストとパーマーによる内部犯行と発表する。死地から復活したフォレストはエスキモー部族の長から、白人の行いが自然の均衡を損なっていると伝えられる。しかしフォレストが部族の集落を離れている折、ジェニングスの手下が彼を探しに来て、住民ともみ合ううちに部族長を撃って致命傷を負わせてしまう。
フォレストはジェニングスの陰謀を残したパーマーのフロッピーディスクを入手する。その陰謀とは石油採掘権についてだった。現在拡張工事が進んでいるエイジス1という石油採掘工場について、期限以内に再稼動させることだったのである。工期を遅らせると採掘権が先住民の手に戻るため、欠陥品の防止装置を入れ替えることなく使い続け、さらには有害物質を垂れ流しにしていたのだった。
フォレストは部族長の娘マー・スーらと共に、エイジス1を自壊する前に止めるため死地へ赴く。

## 登場人物
フォレスト・タフト
演 - スティーヴン・セガール
石油炎上事故消火の専門家。被害を最小限に収めることができる手練れ。
マイケル・ジェニングス
演 - マイケル・ケイン
エイジス石油会社の社長。
マー・スー
演 - ジョアン・チェン
アラスカエスキモーの娘。
ヒュー・パーマー
演 - リチャード・ハミルトン
フォレストの同僚。現場責任者。
ビッグ・マイク
演 - マイク・スター
ならず者。
ライルズ
演 - シャリ・シャタック
ジェニングスの秘書。
マック・グルーバー
演 - ジョン・C・マッギンリー
ジェニングスの部下。
オットー
演 - スヴェン＝オーレ・トールセン
ジェニングスの部下。
エトク
イヌイット評議会の代表。
シルック
マーの父。村の部族長。
ストーン
演 - R・リー・アーメイ
傭兵集団のリーダー。
ジョン・ストークス
演 - デヴィッド・ジョン・セルヴァンテス
フォレストと酒場で喧嘩をして返り討ちにあった男。
ジョニー・レッドフェザー
演 - ジョン・トゥルーデル
フォレストの友人。

## キャスト
| 役名                     | 俳優                               | 日本語吹替                                          | 日本語吹替                                                            |
| 役名                     | 俳優                               | ソフト版                                            | テレビ朝日版                                                          |
| ------------------------ | ---------------------------------- | --------------------------------------------------- | --------------------------------------------------------------------- |
| フォレスト・タフト       | スティーヴン・セガール             | 玄田哲章                                            | 大塚明夫                                                              |
| マイケル・ジェニングス   | マイケル・ケイン                   | 柴田秀勝                                            | 小林修                                                                |
| マー・スー               | ジョアン・チェン                   | 相沢恵子                                            | 佐々木優子                                                            |
| マック・グルーバー       | ジョン・C・マッギンリー            | 石塚運昇                                            | 金尾哲夫                                                              |
| ヒュー・パーマー         | リチャード・ハミルトン             | 石森達幸                                            | 田村錦人                                                              |
| ストーン                 | R・リー・アーメイ                  | 小山武宏                                            | 三木敏彦                                                              |
| ライルズ                 | シャリ・シャタック                 | 榊原良子                                            | 山像かおり                                                            |
| ホーマー・カールトン     | ビリー・ボブ・ソーントン           | 仲野裕                                              | 中村雄一                                                              |
| ビッグ・マイク           | マイク・スター                     | 仲野裕                                              | 辻親八                                                                |
| オットー                 | スヴェン＝オーレ・トールセン       | 中田譲治                                            | 石波義人                                                              |
| ジョン・ストークス       | デヴィッド・ジョン・セルヴァンテス | 石森達幸                                            | 石波義人                                                              |
| ジョセフ・イートク       | モゼス・ワシリー                   | 小関一                                              | 小形満                                                                |
| ウォルターズ監督         | アーヴィン・カーシュナー           | 伊藤和晃                                            | 三木敏彦                                                              |
| ジョニー・レッドフェザー | ジョン・トゥルーデル               | 伊藤和晃                                            | 小野英昭                                                              |
| ハロルド                 | デヴィッド・セルバーグ             | 幹本雄之                                            | 仲野裕                                                                |
| 役不明又はその他         |                                    | 稲葉実 星野充昭 大川透 氷上恭子 麻丘夏未 石井七央子 | 水野龍司 藤本譲 定岡小百合 湯屋敦子 坪井智浩 松谷彼哉 大坂史子 斉藤昌 |
|                          |                                    |                                                     |                                                                       |
| 翻訳                     | 林完治（字幕）                     | 石原千麻                                            | たかしまちせこ                                                        |
| 演出                     |                                    | 中野洋志                                            | 佐藤敏夫                                                              |
| 調整                     |                                    |                                                     | 阿部佳代子                                                            |
| 効果                     |                                    |                                                     | リレーション                                                          |
| 録音                     |                                    | 東京テレビセンター                                  |                                                                       |
| プロデューサー           |                                    | 貴島久祐子                                          |                                                                       |
| 制作                     |                                    | ワーナー・ホーム・ビデオ ACクリエイト               | 東北新社                                                              |
| 解説                     |                                    |                                                     | 淀川長治                                                              |
| 初回放送                 |                                    |                                                     | 1997年1月5日 『日曜洋画劇場』                                         |

## スタッフ
- 製作：スティーヴン・セガール、ジュリアス・R・ナッソー、A・キットマン・ホー
- 監督：スティーヴン・セガール
- 脚本：エド・ホロウィツ、ロビン・U・ルシン
- 撮影：リック・ウェイト
- 音楽：ベイジル・ポールドゥリス

## 受賞歴
- ゴールデンラズベリー賞 最低監督賞